# RFL Championship 1953-54
El Championship de 1953-54 fue la 59.º edición del torneo de rugby league más importante de Inglaterra.

## Formato
Los equipos se enfrentaron en formato de todos contra todos, los primeros cuatro equipos clasificaron a postemporada.
Se otorgaron 2 puntos por cada victoria, 1 por el empate y 0 por la derrota.

## Desarrollo

### Tabla de posiciones
| Pos. | Equipo               | Encuentros | Encuentros | Encuentros | Encuentros | Tantos | Tantos | Tantos | Puntos |
| Pos. | Equipo               | PJ         | PG         | PE         | PP         | F      | C      | Dif.   | Puntos |
| ---- | -------------------- | ---------- | ---------- | ---------- | ---------- | ------ | ------ | ------ | ------ |
| 1    | Halifax RLFC         | 36         | 30         | 2          | 4          | 538    | 219    | +319   | 62     |
| 2    | Warrington Wolves    | 36         | 30         | 1          | 5          | 663    | 311    | 352    | 61     |
| 3    | St Helens RFC        | 36         | 28         | 2          | 6          | 672    | 297    | +375   | 58     |
| 4    | Workington Town      | 36         | 29         | 0          | 7          | 604    | 333    | +271   | 58     |
| 5    | Hull FC              | 36         | 25         | 0          | 11         | 685    | 349    | +336   | 50     |
| 6    | Huddersfield Giants  | 36         | 24         | 0          | 12         | 689    | 417    | +272   | 48     |
| 7    | Wigan                | 36         | 23         | 1          | 12         | 688    | 392    | +296   | 47     |
| 8    | Barrow Raiders       | 36         | 23         | 0          | 13         | 574    | 377    | +197   | 46     |
| 9    | Bradford Northern    | 36         | 22         | 0          | 14         | 628    | 414    | +214   | 44     |
| 10   | Leeds Rhinos         | 36         | 22         | 0          | 14         | 766    | 517    | +249   | 44     |
| 11   | Wakefield Trinity    | 36         | 19         | 1          | 16         | 671    | 508    | +163   | 39     |
| 12   | Oldham RLFC          | 36         | 17         | 4          | 15         | 504    | 366    | +138   | 38     |
| 13   | Leigh Centurions     | 36         | 19         | 0          | 17         | 547    | 459    | +88    | 38     |
| 14   | Featherstone Rovers  | 36         | 18         | 2          | 16         | 478    | 431    | +47    | 38     |
| 15   | Hunslet FC           | 36         | 19         | 0          | 17         | 455    | 451    | +4     | 38     |
| 16   | Widnes Vikings       | 36         | 16         | 3          | 17         | 420    | 431    | -11    | 35     |
| 17   | York FC              | 36         | 17         | 0          | 19         | 412    | 401    | +11    | 34     |
| 18   | Keighley Cougars     | 36         | 15         | 3          | 18         | 473    | 533    | -60    | 33     |
| 19   | Rochdale Hornets     | 36         | 14         | 3          | 19         | 404    | 457    | -53    | 31     |
| 20   | Dewsbury Rams        | 36         | 14         | 3          | 19         | 432    | 508    | -76    | 31     |
| 21   | Whitehaven RLFC      | 36         | 14         | 1          | 21         | 362    | 544    | -182   | 29     |
| 22   | Salford Red Devils   | 36         | 13         | 2          | 21         | 370    | 438    | -68    | 28     |
| 23   | Swinton Lions        | 36         | 13         | 1          | 22         | 341    | 513    | -172   | 27     |
| 24   | Batley Bulldogs      | 36         | 13         | 1          | 22         | 367    | 658    | -291   | 27     |
| 25   | Bramley RLFC         | 36         | 11         | 3          | 22         | 437    | 746    | -309   | 25     |
| 26   | Castleford Tigers    | 36         | 11         | 1          | 24         | 437    | 728    | -291   | 23     |
| 27   | Broughton Rangers    | 36         | 7          | 2          | 27         | 307    | 714    | -407   | 16     |
| 28   | Doncaster RLFC       | 36         | 5          | 2          | 29         | 340    | 840    | -500   | 12     |
| 29   | Hull Kingston Rovers | 36         | 5          | 2          | 29         | 298    | 737    | -439   | 12     |
| 30   | Liverpool Stanley    | 36         | 4          | 0          | 32         | 304    | 777    | -473   | 8      |

|  | Clasificados a postemporada. |

### Postemporada

#### Semifinal
| 1 de mayo de 1954 | Halifax RLFC | 18 - 7 | Workington Town |  |  |

| 1 de mayo de 1954 | Warrington Wolves | 11 - 0 | St. Helens RFC |  |  |

#### Final
| 8 de mayo de 1954 | Warrington Wolves | 8 - 7 | Halifax RLFC | Maine Road, Mánchester |  |

| Bandera de Inglaterra     |
| Campeón Warrington Wolves |
| Segundo título            |